# Barbara Kmita
Barbara z Herburtów Kmicina (ur. ?, zm. w 1580) – córka Jana Herburta z Felsztyna i z Dobromila – podkomorzego przemyskiego, z matki Jadwigi (córki Piotra Chwala z Rozlowa – dziedzica na Pełniatyczach), zamężna z Piotrem Kmitą, marszalkiem wielkim koronnym, właścicielka klucza sobieńskiego Leska, Olszanicy, Ustianowej, Smolnika, Tarnawy Niżnej, Tarnawy Wyżnej, Jaworzec nad Wetlinką, villarum hereditarium Ustyanowa, Wankowa, Szerednicza et Ropinka.
W 1541 Piotr Kmita zapisał żonie Barbarze z Felsztyna 5000 zł na dobrach Sobnia. W 1553 zamek w Sobniu był w posiadaniu Barbary Kmiciny z Herburtów wdowy po Piotrze Kmicie. Ponownie wyszła za mąż za Andrzeja II Górkę, kasztelana międzyrzeckiego.
Braćmi jej byli: Jan Herburt (po 1524–1577), Stanisław Herburt (1524–1584), Walenty Herburt (1524–1572) – biskup przemyski, Marcin Herburt z Felsztyna (1519–1570). Po Barbarze Kmicinie w 1580 r. jej brat Stanisław Herburt odziedziczył dobra w Bieszczadach: Wetlinę, Jaworzec, Lutowiska, Beniową, Uherce, Ustjanową i Zatwarnicę, które potem przeszły na jego córki: Annę Uchańską i Katarzynę Jazłowiecką.